# Location manager
Il Location manager è una figura professionale che opera nell'ambito delle produzioni cinematografiche, televisive e pubblicitarie. Si tratta del professionista che su indicazione del regista, dello scenografo e del produttore si occupa di ricercare, individuare le location che più si adattano alla narrazione di un film. Il location manager inoltre è la persona incaricata di ottenere tutti i permessi (pubblici o privati) necessari ad un corretto svolgimento delle riprese e di risolvere tutti i problemi logistici connessi. È un'importante figura di contatto tra la produzione e la comunità. 
I location manager possono essere legati alle commissioni cinematografiche locali, ma non necessariamente. Sempre più spesso questa figura è indipendente e possiede un suo circuito di conoscenze e contatti che lo portano ad essere un punto di riferimento per le produzioni sul territorio.
Storicamente la figura del location manager all’interno dell’industria del cinema si sviluppò verso la fine degli anni 30. Inizialmente i compiti del Location manager erano responsabilità degli “Assistant Director”,  ma quando l’industria cinematografica (soprattutto americana) crebbe tra gli anni 30 e la fine della seconda guerra mondiale sia in termini di numero di produzioni realizzate che in termini di cura e complessità delle scene da realizzare, si senti sempre di più la necessità di focalizzare l’attenzione degli “A.D.” sugli aspetti interni del set. Fu così che persone dedicate a tutte le interazioni con le realtà esterne fecero la loro comparsa in pellicole come “Ombre Rosse” (1939), “La Grande Illusione” (1937), “Via col vento” (1939), ecc. fino a diventare alla fine degli anni 70 figure professionali ben definite e diffuse. In Italia i compiti del location manager sono stati per anni delegati agli ispettori di produzione o agli assistenti scenografi.
Il location manager segue lo sviluppo del progetto sin dalle prime fasi accompagnandolo per tutto il processo:
1) Pre-preparazione. Sulla base degli ambienti descritti nella sceneggiatura propone o suggerisce alcune location dal suo archivio discutendone con regia, scenografia e produzione sia dal punto stilistico che produttivo.
2) Ricerca. Il primo compito di un location manager è quello di gestire la ricerca (scouting) delle location di un film. La ricerca è finalizzata a individuare le ambientazioni che più coincidono con lo stile, l'epoca o le esigenze artistiche descritte nella sceneggiatura. Già in questa fase il location manager pensa alla logistica e nel proporre le location elimina tutti quei casi che per la produzione possono essere sconvenienti. Nei progetti più grandi supervisiona il lavoro dei location scout e/o degli assistenti location manager che lo assisteranno durante tutte le fasi del film, mentre in progetti più piccoli il location manager può ricoprire sia il compito di individuazione che di gestione delle location. 
3) Sopralluoghi. Per ogni Set da realizzare vengono inizialmente prese in considerazione diverse Location, una volta effettuata una prima selezione di possibili candidate, si prenderanno degli appuntamenti con i relativi proprietari o responsabili per effettuare dei sopralluoghi al fine di verificare l'effettiva idoneità dei luoghi in base alle loro caratteristiche stilistiche e logistiche ed individuare infine la location più adatta per ogni singolo Set
4) Preparazione. Prima dell'inizio delle riprese si stabiliscono gli accordi contrattuali con i proprietari o responsabili delle location, si inoltrano le richieste per i permessi ai vari assessorati, comuni, corpi di polizia e qualsiasi altra istituzione debba essere contattata per il caso specifico, es.: i Beni Culturali. Durante questa fase si effettua un'ulteriore sopralluogo, insieme ai vari capireparto, presso le location confermate per risolvere tutte le questioni di natura tecnico/artistiche. Insieme al direttore di produzione si studiano le soluzioni di parcheggio, i punti d'appoggio per la troupe e quant'altro logisticamente possa favorire il set.
5) Riprese. Durante le riprese è compito del location manager di aprire e chiudere tutti i set, procedere ai pagamenti delle location, coordinare la polizia locale nella gestione del traffico, vigilare sulla sicurezza dell'ambiente di lavoro, relazionarsi con i cittadini e le autorità locali al fine di permettere un pacifico svolgimento delle riprese cercando di ridurre al minimo l'impatto della produzione sulla comunità circostante, ed altre eventuali. 
6) Ripristino. A fine riprese Il Location manager seguirà il ripristino degli ambienti utilizzati facendo attenzione che non vi siano mancanze o danneggiamenti, assicurandosi che la location venga riconsegnata nello stesso stato in cui è stata ricevuta. In caso di danneggiamenti dovrà segnalarli alla produzione e alla compagnia assicuratrice, affinché si provveda ad un risarcimento o ad una riparazione del danno.
Un luogo dove si incontrano annualmente i location manager e le commissioni cinematografiche è la Borsa Internazionale delle Location e del Cineturismo realizzata nell'ambito dell'Ischia Film Festival il concorso internazionale dedicato alle location cinematografiche.